# Germán Arce
Germán Arce Zapata (Cali, Valle del Cauca, 2 de abril de 1972) es un economista, político y columnista colombiano. Fue Ministro de Minas y Energía ente el 20 de abril de 2016 al 7 de agosto de 2018.

## Biografía
Germán Arce nació en Buga estudió economía en la Universidad del Valle. Es magíster en International Securities, Investment and Banking de la Universidad de Reading en Reino Unido. Entre 2014 y 2016 se desempeñaba como gerente de Fondo Adaptación hasta su designación como ministro de minas.
Durante, su cargo en el Fondo Adaptación, puso en marcha la reconstrucción de Gramalote, dinamizó la construcción de viviendas para los afectados por la ola invernal de 2010, y el macroproyecto del Jarillón de Cali. Entre sus cargos se desempeñó como presidente de la Agencia Nacional de Hidrocarburos y participó como miembro en los consejos directivos de la Unidad de Planeación Minero Energética UPME, y del Servicio Geológico Colombiano.
Igualmente se desempeñó como viceministro de Hacienda y director general de Crédito Público y durante este periodo actuó como miembro de las Juntas Directivas de ISA y su filial XM, ISAGEN, la Agencia Nacional de Minería, y como Presidente de la Junta Directiva de la Financiera Energética Nacional.